# Phion
Die phion AG war ein österreichisches Informatikunternehmen, welches von 2007 bis 2011 an der Wiener Börse notiert war. Seit 2010 ist sie Teil des kalifornischen Unternehmens Barracuda Networks. Im Geschäftsjahr 2008/09 erwirtschaftete die Phion AG einen Umsatz von 11,8 Mio. Euro.

## Geschichte
Im Jahr 2000 wurde das Unternehmen von den Physikern Wieland Alge, Klaus Gheri, Peter Marte und Thomas Pellizzari gegründet. Für die ARZ Allgemeines Rechenzentrum GmbH entwickelte phion eine zentral gesteuerte Firewalllösung. In den Jahren 2001 bis 2005 wurde das Produktportfolio „phion netfence“ ausgebaut. In den Jahren 2002 und 2005 wurde eine Finanzierungsrunde durchgeführt, um in die strategisch wichtigen Märkte Schweiz und Deutschland expandieren zu können. Im Juli 2007 ging das Unternehmen mit einem Ausgabepreis von 42 Euro je Aktie an die Börse. Der Börsenkurs fiel darauf stetig und erreichte im Frühjahr 2009 ein Tief von 6 Euro. Im Juli 2009 legte Barracuda Networks ein Übernahmeangebot zum Preis von 12 Euro pro Aktie, welches im September auf 16 Euro je Aktie erhöht wurde und am 25. September 2009 von Aktionären der phion AG mit mehr als 75 % angenommen wurde. Die Beteiligung von Barracuda Networks, Inc. am Grundkapital und an den stimmberechtigten Aktien der phion AG entspricht mit Stand 29. Dezember 2009 nun 79,75 %.
Im Sommer 2010 wurde die Firma in Barracuda Networks AG umbenannt.

## Unternehmensstruktur
Die phion AG hatte Niederlassungen in Innsbruck (Unternehmenssitz), Wien, München, Düsseldorf, Zürich, Mailand, London, Venlo und Ras Al Khaimah. Seit dem 17. Juni 2008 gehörte das Schweizer Unternehmen Visonys zu 100 % der phion AG und vergrößerte so die Mitarbeiteranzahl um ca. 20 Personen. Seit der Übernahme durch Barracuda wurde das Produkt Airlock von der Firma Ergon Informatik AG gekauft und sämtliche Schweizer Angestellte übernommen. Visonys war ursprünglich ein Spin-off der Ergon Informatik AG.

## Produkte und Dienstleistungen
Phion war spezialisiert auf Sicherheitslösungen. Sie entwickelte zentral gesteuerte Firewalllösungen und durch die Integration der Firma Visonys bot sie kurze Zeit auch Web-Application-Firewall-Lösungen an.